# Roeselia zelleriana
Roeselia zelleriana är en fjärilsart som beskrevs av Fischer de Waldheim 1824. Roeselia zelleriana ingår i släktet Roeselia och familjen trågspinnare. Inga underarter finns listade.